# Confederació Espanyola d'Associacions de Mestresses de Casa, Consumidors i Usuaris
La Confederació Espanyola de Associacions de Mestresses de Casa, Consumidors i Usuaris (CEACCU) és l'organització de consumidors espanyola d'àmbit estatal. Va ser creada el 1968 per 17 associacions provincials de mestresses de casa.